# Irruputuncu
L'Irruputuncu est un stratovolcan à la frontière entre le Chili et la Bolivie. C'est un sommet relativement petit, qui est le résultat d'éruptions qui comblèrent une faille créée par un effondrement de la croûte terrestre. On trouve à son sommet deux cratères, celui du sud produisant des fumerolles. En 1995 la première éruption enregistrée eut lieu, sous la forme d'une éruption phréatique.